# 대만의 HIV/AIDS
중화민국의 후천면역결핍증후군은 1984년 12월 감염 사례가 처음으로 보고되면서 시작되었다. 1990년 12월 17일 중화민국 정부는 에이즈 예방 및 통제법(중국어: 後天免疫缺乏症候群防治條例)을 공포하고, 2007년 7월 11일 HIV 감염 통제 및 환자 권리 보호법(중국어: 人類免疫缺乏病毒傳染防治及感染者權益保障條例)으로 이름이 변경되었다.
2016년 3월까지 중화민국의 감염자는 31,620건, 외국인은 1,020건으로 보고되었다. 2015년 1월까지 원래의 HIV 감염 통제 및 환자 권리 보호법은 양성 반응을 보인 외국인을 추방하도록 조건이 있기 때문에 외국인 감염자는 중화민국에 더 이상 남을 수 없었지만, 이 정책은 2015년 1월에 폐지되어 후천면역결핍증후군에 감염된 외국인도 중화민국에 머무를 수 있게 되었다.
후천면역결핍증후군의 치료비는 중화민국의 국민건강보험이 부담한다.

## HIV-1
중화민국의 대부분의 감염자는 HIV-1 전염병으로 확인된다.
2006년 말까지 13702명의 개인(외국인 599명 포함)이 중화민국 질병 통제 센터에 HIV-1에 감염된 것으로 보고되었다. 또한 HIV-1 비율은 정맥주사 약물 사용자의 경우 0.09%, 여성 성매매 종사자의 경우 0.2%, 성병 환자의 경우 1.9%, 사우나나 목욕탕에서 남성과 성관계를 갖는 남성의 경우 6.7%이었다. 그 이후로 중화민국의 HIV-1/AIDS 감염 인구는 2003년 11%에서 2004년 77%, 2005년 123%로 급격히 증가했다. 그러나 피해 감소 프로그램을 시행한 후 2006년에는 10% 감소한 것으로 나타났다.

## 같이 보기
- 중화민국 위생복리부
- HIV/AIDS의 역학
- 아시아의 HIV/AIDS